# ズモモとヌペペ
『ズモモとヌペペ』（dumomo & nupepe）は、ルンパロ・チータ作のFLASHアニメ作品、およびNHK Eテレ『大!天才てれびくん』枠内で放送された日本のテレビアニメ。

## 概要
主にネット上でのFLASHアニメーションで活躍している大阪在住のクリエーターであるルンパロ・チータの作品。個人サイトで「FULL THROTTL -」（フルスロットル マイナス）等のFLSAHアニメ作品として発表し、派手な動きをするキャラクターが話題となり『shockwave.com AWARD 2004』でのグランプリ受賞やイベント等でも上映。2008年にはそのキャラクターを使った『ズモモとヌペペ ふしぎなまきもの』という児童向け書籍として出版。一時期『BANDAI TV』のキャラクターにも起用された。2012年にテレビアニメ化されている。また、放送終了後の2013年8月からはアニマックスでも放送されている。

## 著作
- 『ズモモとヌペペ ふしぎなまきもの』[1]

講談社 2008年6月28日発行 ISBN 978-4-06-214780-4

## アニメ
2012年4月3日から2013年2月26日まで『大!天才てれびくん』火曜アニメコーナー枠で放送された約5分の短編アニメ作品。全32話。月に一度、CGアニメーションになる。

### ストーリー
目覚めたばかりのズモモだけの閉鎖世界ヨクトに、突如ヌペペが現れたことにより、ズモモは初めて外の世界に出ることになった。

### 登場人物

#### メインキャラクター
ズモモ
声 - 緑川光
主人公。発明が得意で色々なものを製作している。偏屈家で合理主義のため度々ヌペペと衝突する。一人ぼっちの世界に居たがヌペペの出現により研究所は壊されてしまう。
ヌペペ
声 - 相沢舞
もうひとりの主人公。一人称はボク。ズモモの世界に突如現れた無邪気なトラブルメーカー。自由奔放で興味を持ったらなんでも猪突猛進。ローリーによると性別は男。ズモモでも読む事が出来なかった古代象形文字を難なく読むことが出来た。

#### ズモモのマッシーン
メザマッシーン
声 - 稲田徹
ズモモが24番目に制作した目覚ましマッシーン、人間大砲に変形が可能。
お掃除マッシーン
ヌペペを排除しようとした時に使ったお掃除ロボ。
ロケットスーツ
ジェットエンジンで空が飛べるスーツ。
侵入者追い出しマッシーン
声 - 宮坂俊蔵
ロボット。ドリちゃんにセンスのカケラもないと魔法でかわいくされてしまう。
エスプレッソマッシーン・バリスタ3号
エスプレッソ専用コーヒーメーカー。ドリちゃんに家の改装のついでにかわいくされてしまう。後に完成型が登場している。
ついせきマッシーン・ファイヤーシャーク号
声 - 麻生智久
スケボー型の超ハイパー人工知能搭載の追跡マッシーン。ズモモは忘れていたが空も飛べる。ゴーグルでターゲットをロックすることでどこまでも追い掛ける。
オカマッシーン
絶対壊れるはずのない（と思っていた）耐久性炊飯器。
地面の中に埋まっているものを探して掘り出しマッシーン3号
ドリル型の穴掘りマッシーン 。センサーや朝起きタイマーを内蔵し、地中の埋蔵物を察知すると埋まってるところだけを狙って確実に掘り出す。しかしヌペペにはそんなのは楽しくないと拒絶される。
ムシ型ロボット・オカマキリ
ズモモがなぜか作ってしまったカマキリ型のロボット。名前から彼が来ることを予想する。
ナビ
声 - 山口繭
四足歩行マッシーン・スタコラ君
歩行ロボットが右曲がりになるという欠点を否定するために作った歩行マッシーン。雅な言葉を取り入れた。ナビゲーションシステム付。しかし、ちょっとずつ右に曲がってしまうためスタート地点に戻ってしまう。
最新四足歩行マッシーン・ローラースナイパー
（自称）右に曲がる暇を与えないジェット噴射内蔵の改良型。1km先まで約3分で行けるはずだが、結局スタート地点に戻ってしまう。
超ド級四足歩行マッシーン・タラバガニーニ
更に改良した超巨大マッシーン。1km先まで6歩で行けるはずだが、やっぱり右に曲がってしまった。
機械男
声 - 宮坂俊蔵
究極のマッシーン
おばあちゃんの知恵袋

#### その他キャラクター
パヲパヲ
声 - 稲田徹
ヌペペが連れて来た巨大な生物で、ズモモの研究所を潰してしまう。
プニョプニョ
声 - 稲田徹
プニョプニョした謎の生物。ヨクトの世界の淀みを吸い込んでいる。
グリレオーネ一家
ドン・グリレオーネ
声 - 稲田徹
ノルシターの森の支配者を自称するグリレオーネ一家のボス。
イングリーノ
声 - 宮坂俊蔵
グリレオーネ一家の一人。モングリーノからは兄貴と呼ばれる。
モングリーノ
声 - 麻生智久
グリレオーネ一家の一人。お尻に直結したマシンガンから、食べたドングリを発射できる。
癒しの妖精ドリちゃん
声 - 今野宏美
ヌペペがPCを悪戯している時に迷惑メールをクリックして出てきた自称癒し系妖精。モノをかわいくする魔法が使える。ヌペペが投稿したデザインで、イタズラ描きのような姿で紙のようにペラペラしている。キャンセルする場合はキャンセル料として相手の財産の90%を破壊すると言う。以降家の壁に張り紙のように張り付いている。
森の学者うーさん
声 - 麻生智久
ヌペペが歯医者として呼んだ全身毛むくじゃらの森の学者。人文学者として高い地位にいたが、度重なる不祥事のため今はただの酔っ払いジジイ。
キャプテン・ローリー
声 - 宮坂俊蔵
おかまという単語に過剰に反応するおかま。元は船乗りであったが時代が代わり海にロマンがなくなったと感じ、陸に上がりナイフの腕を生かしてナイフをはさみに持ち替えカットハウス・ホーリーを始める。腕はいいがお客はあまり来ないため、ズモモとヌペペの家によく遊びに来る
セバスチャン・Jr（ジュニア）
声 - エナポゥ
カロータ王家に仕える執事。一見腰が低そうだがかなり腹黒く、ズモモの究極のマッシーンを狙っている。
バニ
声 - 浅野真澄
カロータ王家の姫。高飛車で口も悪いものの、ズモモ達をなぜか気に入ったようで家でくつろいでいたりする。
ズモモの方もバニが気になるらしく、他とは違い一緒に居たいような態度をとる。

### スタッフ
- 原作・キャラクターデザイン - ルンパロ・チータ
- 企画 - KAZUO
- 監督 - 中村憲由、由水桂
- 脚本 - 黒住光、清水東、うえのきみこ
- 美術監督 - 中村隆
- 音響監督 - はたしょう二
- 音楽 - 五十嵐洋
- 効果 - 佐藤一俊
- キャスティング - 青二プロダクション
- 録音スタジオ - サウンドチーム ドンファン
- アニメーション制作 - エッグ
- アニメーション制作協力 - サンシャインコーポレーション、ケイカ

### 主題歌
テーマ曲「New world」
曲・演奏 - エナポゥとレイ

### 各話リスト
| 話数   | サブタイトル                      | 脚本         | 絵コンテ     | 演出         | 作画監督 | 放送日        |
| ------ | --------------------------------- | ------------ | ------------ | ------------ | -------- | ------------- |
| 第1話  | 朝はとつぜんやってきたの巻        | 黒住光       | 中村憲由     | 吉本雅一     | 吉本雅一 | 2012年 4月3日 |
| 第2話  | 嵐のようなアイツの巻              | 黒住光       | 中村憲由     | 中村憲由     | 河野眞也 | 4月10日       |
| 第3話  | キミの家はボクの家?の巻           | 黒住光       | 中村憲由     | 中村憲由     | 古瀬登   | 4月17日       |
| 第4話  | ロケットヌペペの巻                | 清水東       | 由水桂       | 由水桂       | -        | 4月24日       |
| 第5話  | ドン・グリレオーネの巻            | 黒住光       | 長森佳容     | 長森佳容     | 長森佳容 | 5月8日        |
| 第6話  | ヨーセーてなに!?の巻              | うえのきみこ | しぎのあきら | しぎのあきら | アベ正己 | 5月15日       |
| 第7話  | インテリアバトルの巻              | うえのきみこ | しぎのあきら | 河野眞也     | 河野眞也 | 5月22日       |
| 第8話  | 不思議なヌペペの巻                | うえのきみこ | 由水桂       | 由水桂       | -        | 5月29日       |
| 第9話  | 森のうーさん!の巻                 | 清水東       | 中村憲由     | 吉本雅一     | 吉本雅一 | 6月12日       |
| 第10話 | キャプテン・ローリー!の巻         | 清水東       | 西野理恵     | 西野理恵     | 西野理恵 | 6月19日       |
| 第11話 | 穴掘りの醍醐味の巻                | 黒住光       | しぎのあきら | 内山まな     | 内山まな | 6月26日       |
| 第12話 | 炸裂! ガールズトークの巻          | 清水東       | 中村憲由     | 河野眞也     | 河野眞也 | 7月3日        |
| 第13話 | 右曲がりの一日の巻                | 清水東       | 由水桂       | 由水桂       | -        | 7月10日       |
| 第14話 | ハラペロポローン!の巻             | 清水東       | 中村憲由     | 吉本雅一     | 吉本雅一 | 9月11日       |
| 第15話 | ドン・グリレオーネの復讐の巻      | うえのきみこ | 長森佳容     | 長森佳容     | 長森佳容 | 9月18日       |
| 第16話 | ローリーの個人授業の巻            | 黒住光       | 西野理恵     | 西野理恵     | 西野理恵 | 9月25日       |
| 第17話 | ヨクトの丘の生物X（エックス）の巻 | うえのきみこ | 由水桂       | 由水桂       | -        | 10月9日       |
| 第18話 | 謎の石板の巻                      | 黒住光       | 中村憲由     | 内山まな     | アベ正己 | 10月16日      |
| 第19話 | セバスチャン・Jr登場!の巻         | 黒住光       | 長森桂容     | 長森桂容     | 長森桂容 | 10月23日      |
| 第20話 | バニ登場!の巻                     | うえのきみこ | 西野理恵     | 西野理恵     | 西野理恵 | 10月30日      |
| 第21話 | 機械男の巻                        | 清水東       | 中村憲由     | 吉本雅一     | 吉本雅一 | 11月13日      |
| 第22話 | おかしなズモモの巻                | 黒住光       | 由水桂       | 由水桂       | -        | 11月20日      |
| 第23話 | おばあちゃんの知恵袋の巻          | 清水東       | 中村憲由     | 内山まな     | 古池敏也 | 11月27日      |
| 第24話 | セバスチャン・Jrの野望の巻        | 黒住光       | 西野理恵     | 西野理恵     | 西野理恵 | 12月4日       |
| 第25話 | マッシーン奪取作戦の巻            | 黒住光       | 長森桂容     | 長森桂容     | 長森桂容 | 2013年 1月8日 |
| 第26話 | マッシーン出現!の巻               | うえのきみこ | 由水桂       | 由水桂       | -        | 1月15日       |
| 第27話 | うーさんの診察の巻                | 清水東       | 中村憲由     | 内山まな     | 古池敏也 | 1月22日       |
| 第28話 | みんなでつくろう!の巻             | 黒住光       | 中村憲由     | 吉本雅一     | 吉本雅一 | 1月29日       |
| 第29話 | ハプニングは想定外の巻            | 黒住光       | 西野理恵     | 西野理恵     | 西野理恵 | 2月5日        |
| 第30話 | マッシーン完成!の巻               | うえのきみこ | 由水桂       | 由水桂       | -        | 2月12日       |
| 第31話 | その時ヌペペはの巻                | 清水東       | 中村憲由     | 内山まな     | 古池敏也 | 2月19日       |
| 第32話 | 新たな旅立ちの巻                  | 清水東       | 中村憲由     | 吉本雅一     | 吉本雅一 | 2月26日       |

- 第4話、第8話、第13話、第17話、第22話、第26話、第30話はCG回。

### DVD
- 第1巻 2012年9月19日発売 1-6話収録
- 第2巻 2012年9月19日発売 7-12話収録
- 第3巻 2013年2月20日発売 13-18話収録
- 第4巻 2013年2月20日発売 19-24話収録

### 漫画
- 小学館『コロコロイチバン!』2012年5月号より4コマ漫画掲載。